# Maria Vinca
Maria Vinca (Milano, 29 gennaio 1878 – Venezia, 8 dicembre 1939) è stata una pittrice italiana.

## Biografia

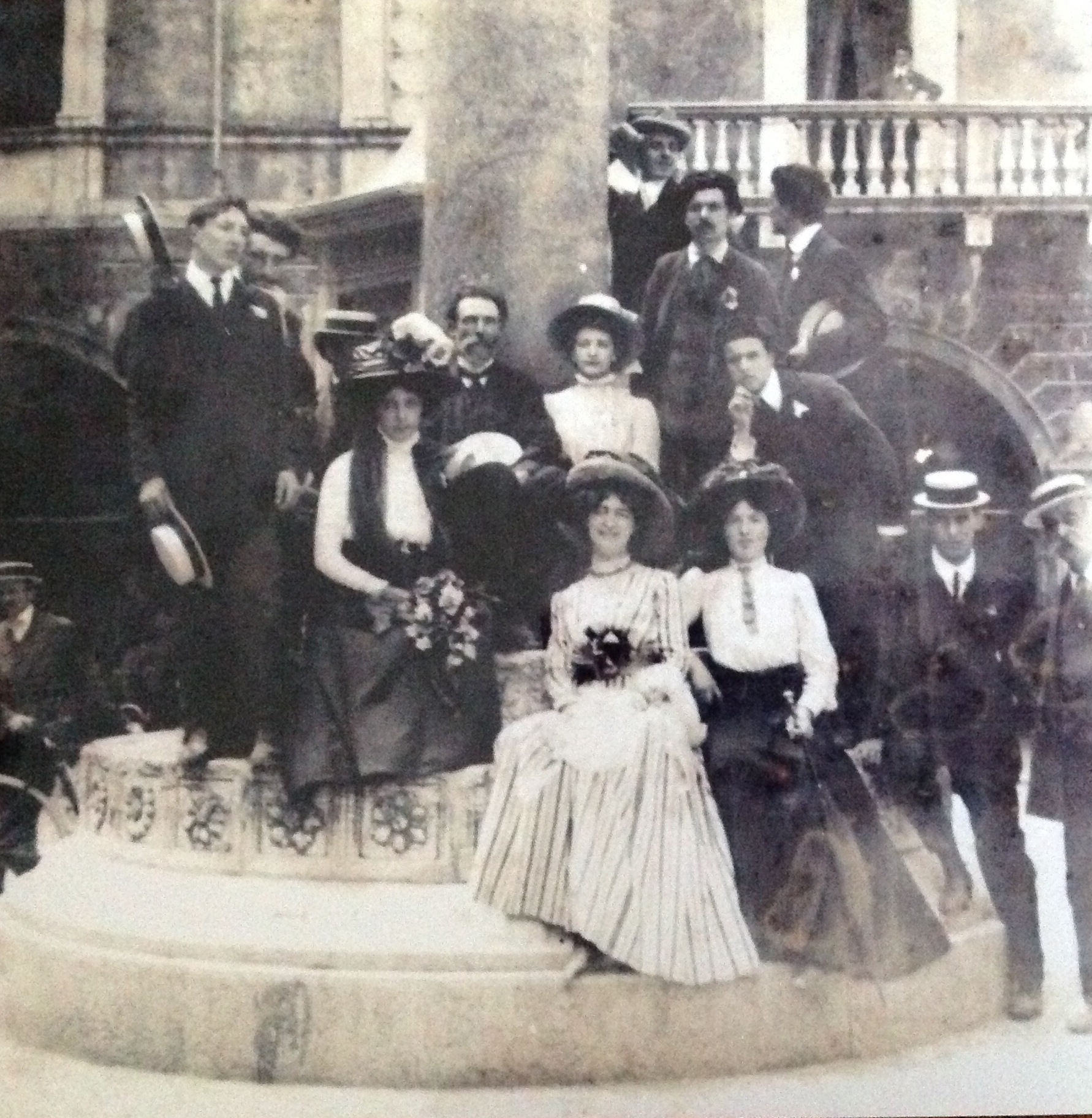
Foto dell'artista con un gruppo di amici (vestita di bianco, in basso al centro con un mazzo di fiori in mano).

A Milano frequenta l'Accademia di Brera dove si diploma con il maestro Filippo Carcano, allievo a sua volta di Francesco Hayez. Si trasferisce quindi a Venezia dove nel 1903 frequenta l'Accademia delle Belle Arti e la Scuola libera di Nudo, frequentata in quegli anni anche da Amedeo Modigliani. Suo maestro ed estimatore è, tra gli altri, Guglielmo Ciardi. Come scrive Nico Stringa, prima di morire «Ciardi ha avuto modo di assistere all'affermarsi di una nuova generazione di pittori, alcuni dei quali, come Maria Vinca e Umberto Moggioli, erano stati suoi allievi all'Accademia e ora si facevano interpreti di un gusto nuovo».
A Venezia, in calle San Domenico vicino a San Trovaso, apre un atelier che diventa luogo d'incontro di numerosi artisti quali Emma Ciardi, Mauroner, Guido Cadorin, Wolf Ferrari, Seibezzi, il gruppo di Burano, il cognato Enrico Giulio Trois (noto pittore veneziano e professore all'Istituto d'Arte di Venezia), lo scultore Licudis e critici quali Pica e Damerini.

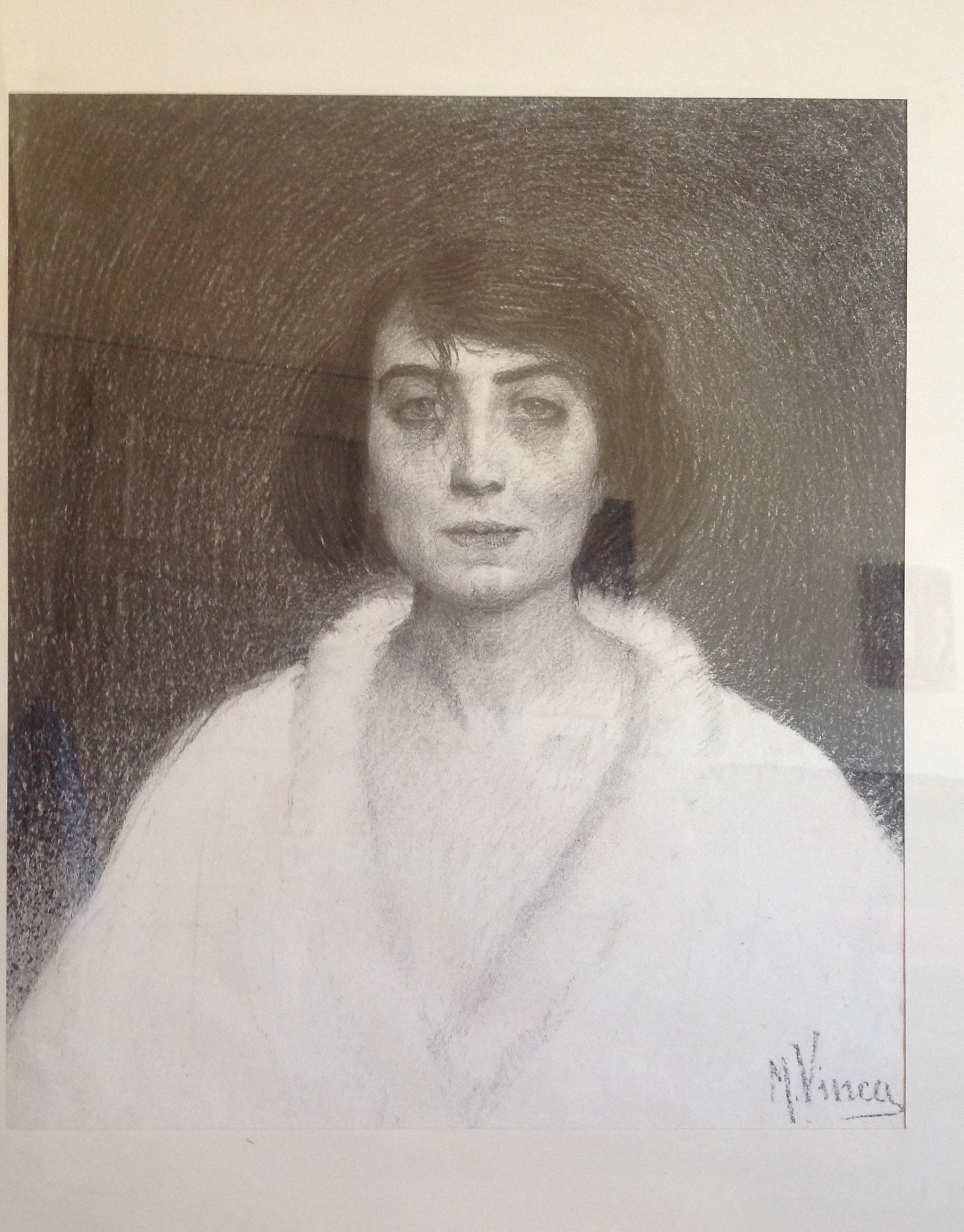
Emma - Ritratto a carboncino (Collezione privata)

Pregevoli furono i suoi paesaggi, soprattutto veneziani e molto raffinate le sue nature morte, ma fu nel ritratto e nella figura che il suo stile rimase inconfondibile. Come ritrattista lavorò per importanti famiglie venete quali i Brandolini d'Adda, i Cini, i Papafava e Zileri, i Valmarana, i Marzotto, il duca Cadeval di Conegliano, la baronessa Scola, il baritono Titta Ruffo, le famiglie Morandi, Ottolenghi, Errera. Lo splendido ritratto di Lyda Borelli con i due figli è stato esposto alla mostra: Lyda Borelli primadonna del Novecento (Venezia, Palazzo Cini, 1 settembre - 15 novembre 2017). Rimane anche memoria di un soffitto affrescato dall'artista in un palazzo veneziano. Tuttora esistenti sono i ritratti della famiglia del Cavaliere Nicolò Bornancini, sindaco di Cinto Caomaggiore (Venezia) dal 1918 al 1919, conservati nel Salotto della Musica e nella Sala da Pranzo di Villa Bornancini a Cinto Caomaggiore.

## Guerra e primo dopoguerra

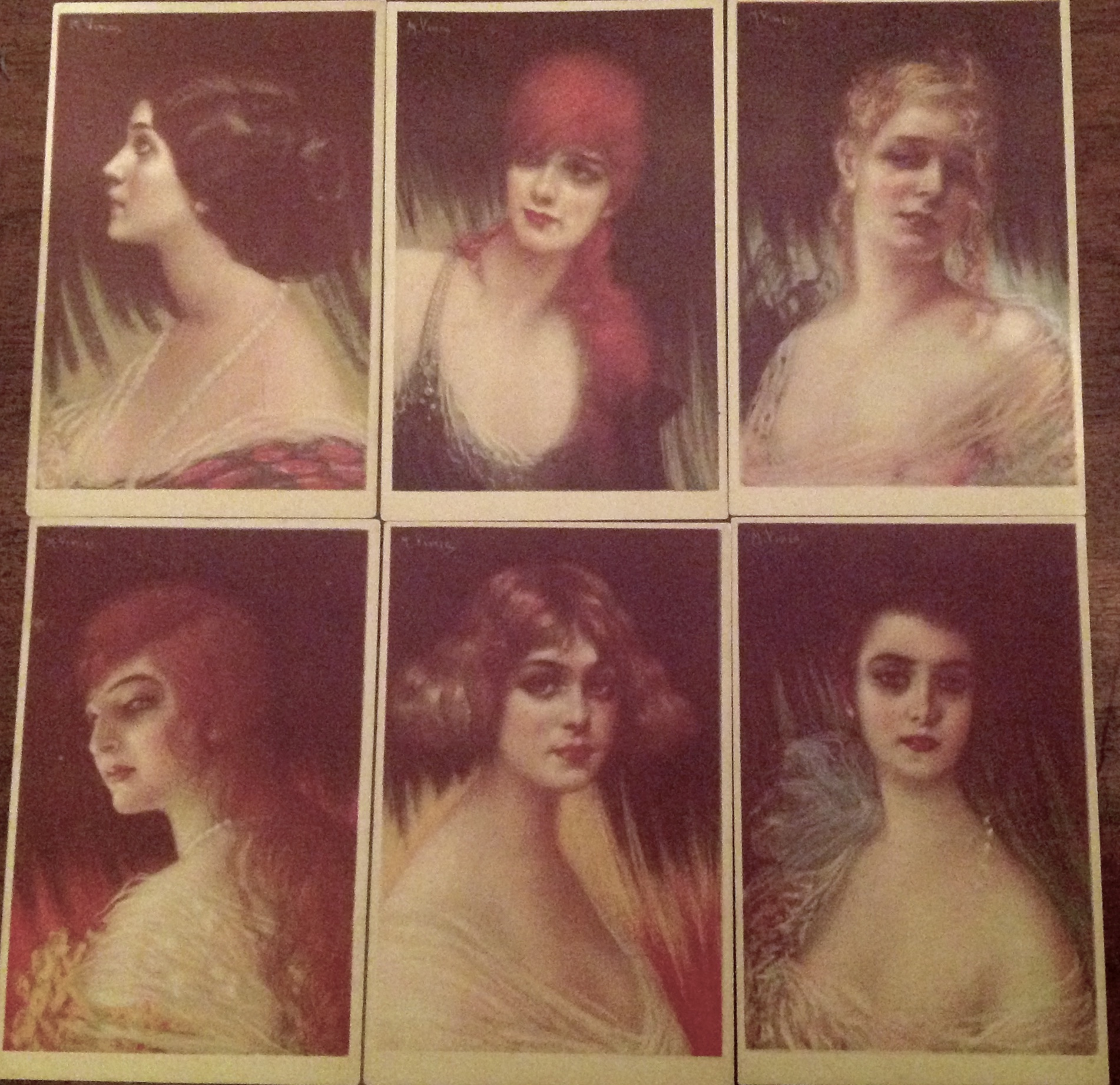
Maria Vinca, Cartoline (Ritratti Femminili)

Durante la prima guerra mondiale fu autrice di manifesti e cartoline a favore del Prestito Nazionale. Una di queste è catalogata nella Collezione dei Fondi iconografici della Biblioteca di Storia moderna e contemporanea e del Museo centrale del Risorgimento di Roma: rispetto al suo stile grafico, Gavelli e Sangiorgi rilevano «un vago collegamento con il gusto liberty di inizio secolo». Tale tratto si coglie anche in alcune cartoline, pubblicate nel 1918, con ritratti femminili ispirati al gusto dell'epoca. Fu quindi ritrattista del Convitto Nazionale Marco Foscarini di Venezia dove eseguì, tra le altre cose, i ritratti degli allievi morti nella Grande Guerra.
Di particolare rilievo e interesse storico è l'amicizia con la famiglia di Giacomo Matteotti che l'artista frequentò e ritrasse insieme alla moglie (Velia Titta) e ai tre figli. A testimonianza di tale amicizia restano più lettere, tra le quali una (l'originale è conservato presso gli eredi) scritta dalla pittrice alla vedova all'indomani dell'omicidio dello statista. Dopo il delitto, alcuni giornali pubblicarono il ritratto dello statista dipinto dall'artista. 
Oggi, tutti i ritratti dei Matteotti a firma di MV sono esposti nelle stanze della Casa Museo a Fratta Polesine (Rovigo).

## La Biennale di Venezia
Prima e dopo la Grande Guerra, dal 1908 al 1926, espose a Venezia presso la Galleria Bevilacqua La Masa, alla Biennale (anni 1909-1922-1926), e a Parigi. Nel 1911, la rivista mensile torinese di moda «La Donna» (supplemento illustrato de «La Stampa» di Torino e de «La Tribuna» di Roma) le dedicò tre pagine nel numero speciale pubblicato in occasione della Esposizione Internazionale tenutasi a Torino nello stesso anno, e alla quale M.V. aveva partecipato. Negli ultimi anni della sua vita aprì a Venezia una scuola privata di pittura. Sue opere furono vendute negli Stati Uniti d'America. Molte sono oggi in possesso dei parenti (soprattutto la nipote e musicista Ida Coppola) e di antichi committenti o collezionisti.

## La memoria
Un rinnovato interesse le è stato rivolto da alcune mostre antologiche realizzate soprattutto in diverse località del Veneto: nel 1998 a Cortina presso il Museo d'Arte Moderna Mario Rimoldi (14 luglio - 13 settembre 1998), a Bassano presso Palazzo Agostinelli (2 ottobre - 13 novembre 1998), a Padova nel contesto della manifestazione ArteFiera; nel 2011 per la mostra Paesaggi d'Acqua. Luci e riflessi nella pittura veneziana dell'Ottocento, Stra (Venezia), Museo Nazionale di Villa Pisani (28 maggio / 30 ottobre 2011); nel 2014 a Mirano (4-26 ottobre 2014), presso la Barchessa della Villa Comunale Giustinian Morosini XXV Aprile, la mostra «Gabriella e le altre» dedicata alle pittrici Gabriella Oreffice, Ernesta Oltremonti, Giola Gandini, Maria Vinca; nel 2015 a Venezia (10-11 dicembre), nell'ambito del Convegno Gli artisti di Ca' Pesaro: le mostre del 1919 e del 1920 (Università di Ca' Foscari, Progetto di Ateneo Venezia '900: gli artisti di Ca' Pesaro 1908-1925) si è soffermato sull'artista l'intervento di Jean-François Rodriguez (Maria Vinca, capesarina).

## Galleria di opere

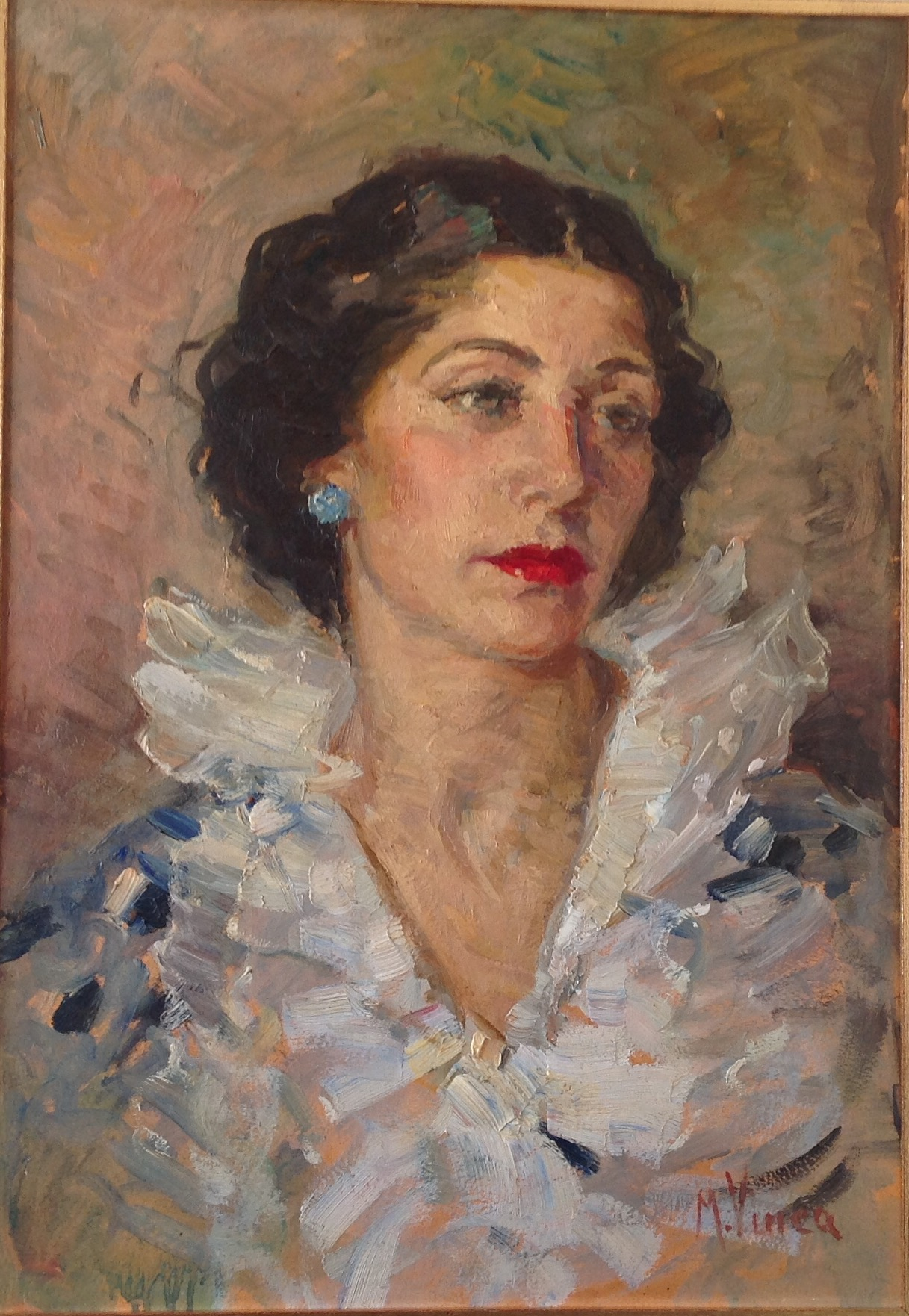
Maria Vinca, Ritratto della nipote Teresa (Resi) (olio su tela) Collezione privata

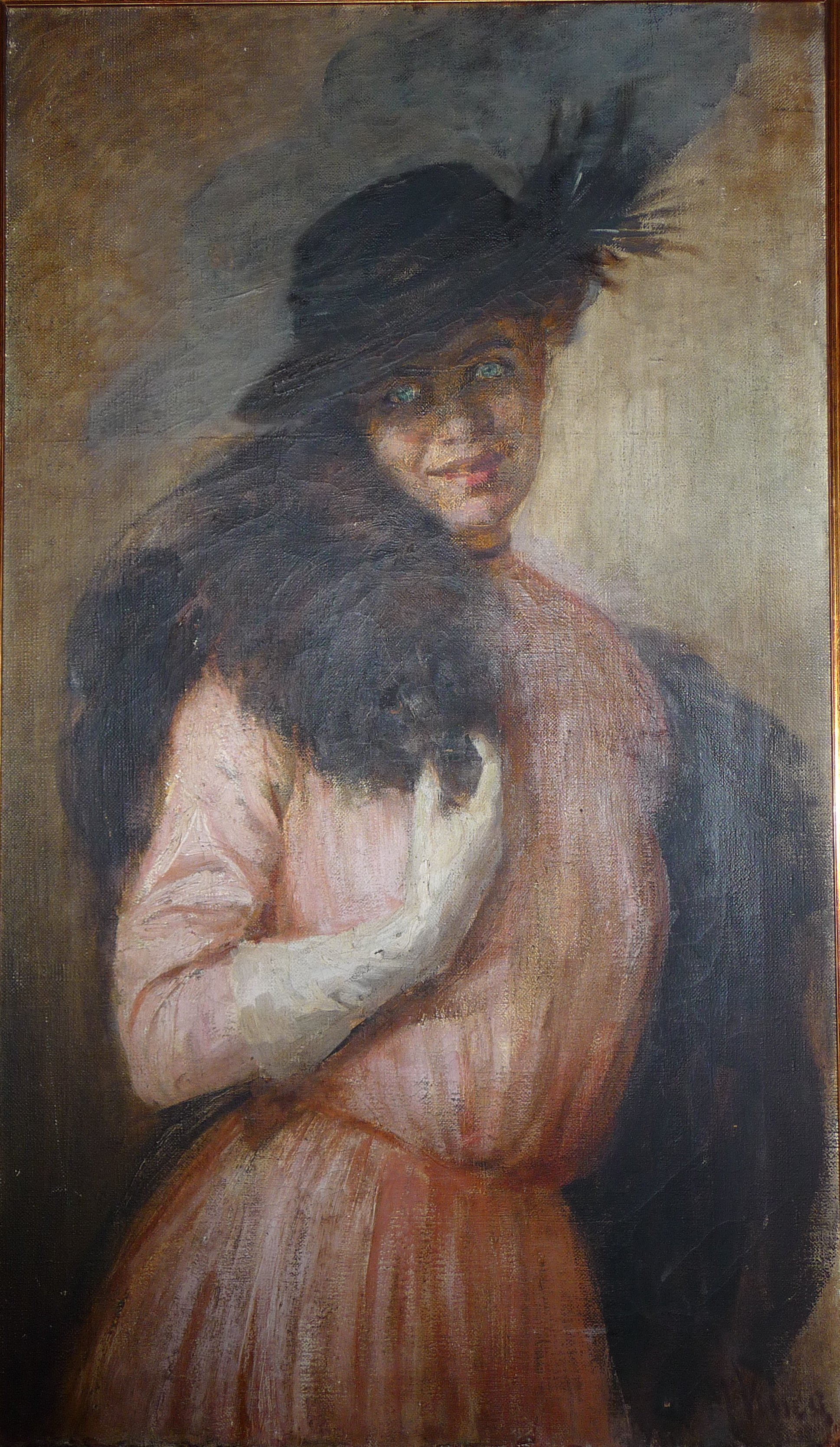
Maria Vinca, Ritratto della sorella Adele (olio su tela) Collezione privata
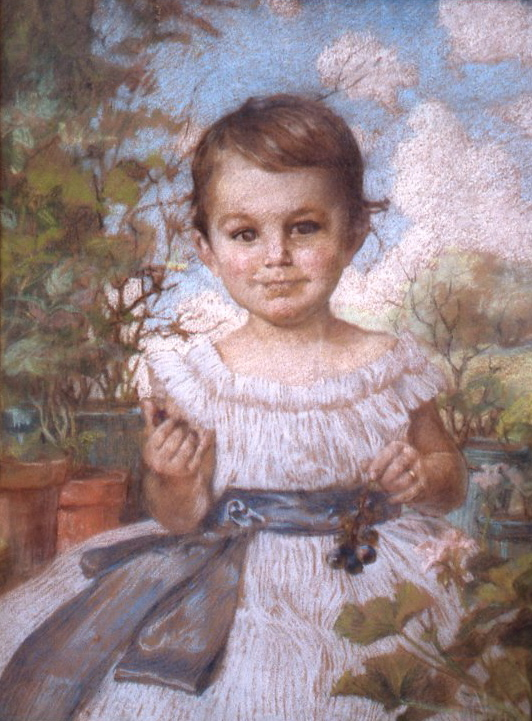
Maria Vinca, Ritratto di Bianca Cadorin bambina (pastello) Collezione privata
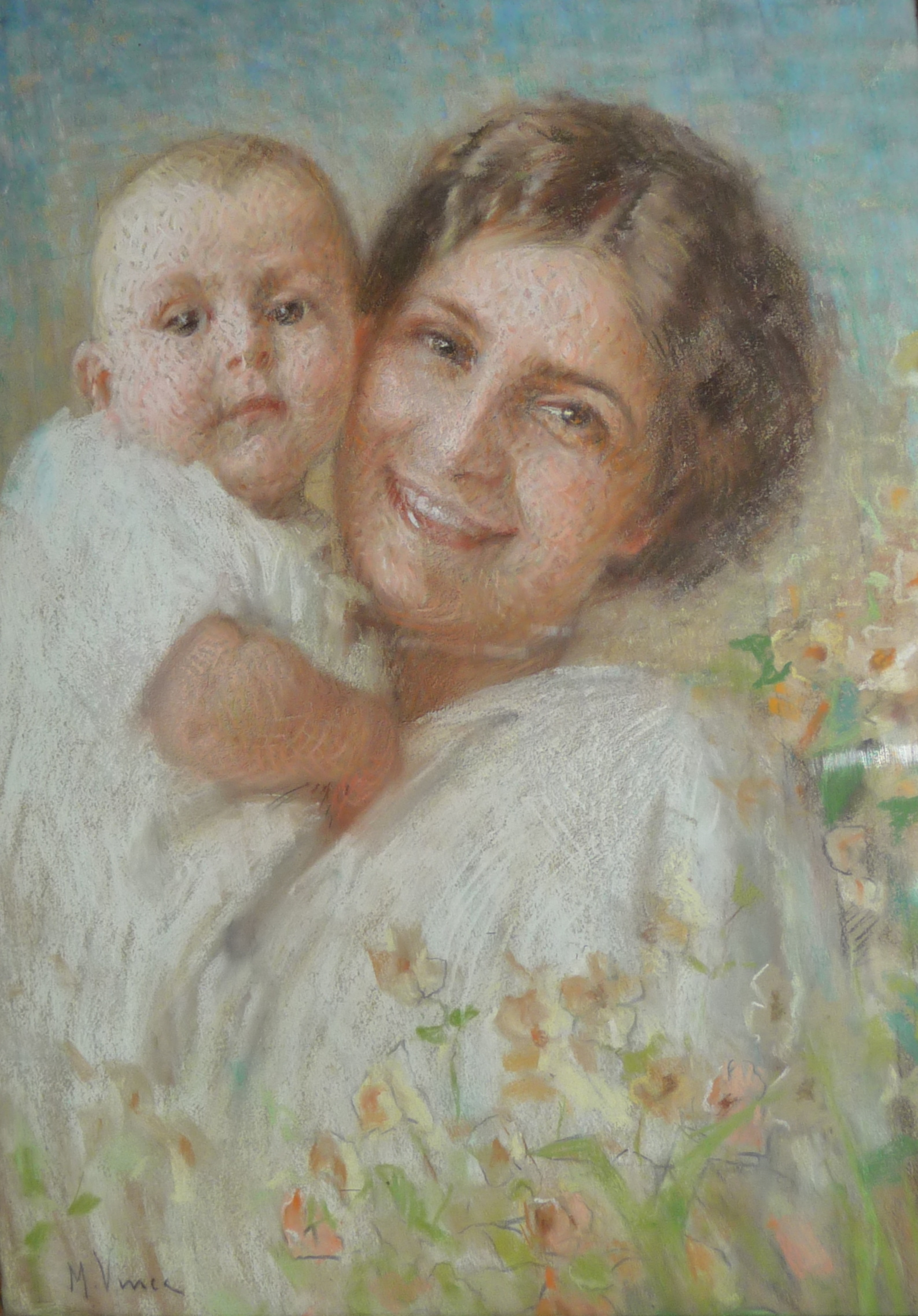
Maria Vinca, Ritratto di Ketty e Gherardo Macarini Carmignani (pastello) Collezione privata
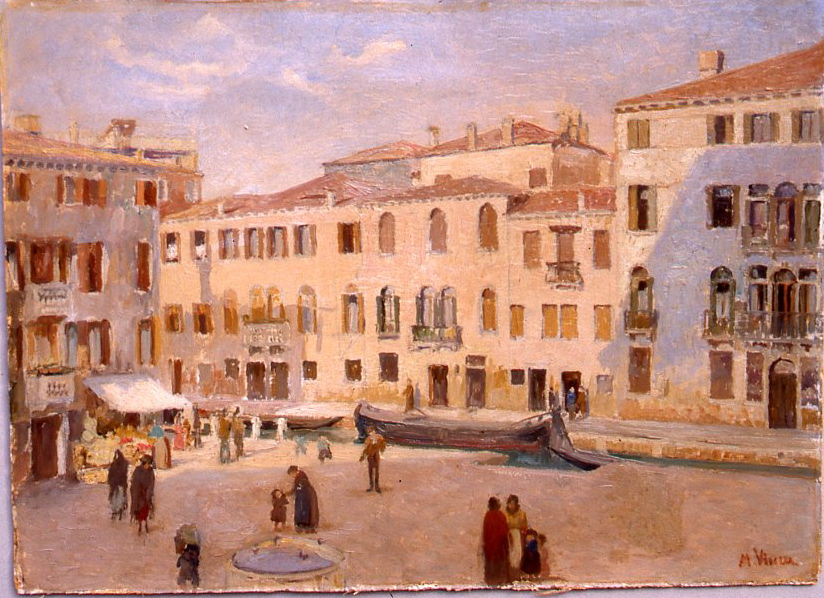
Maria Vinca, Veduta veneziana: campo San Barnaba (olio su tela) Collezione privata
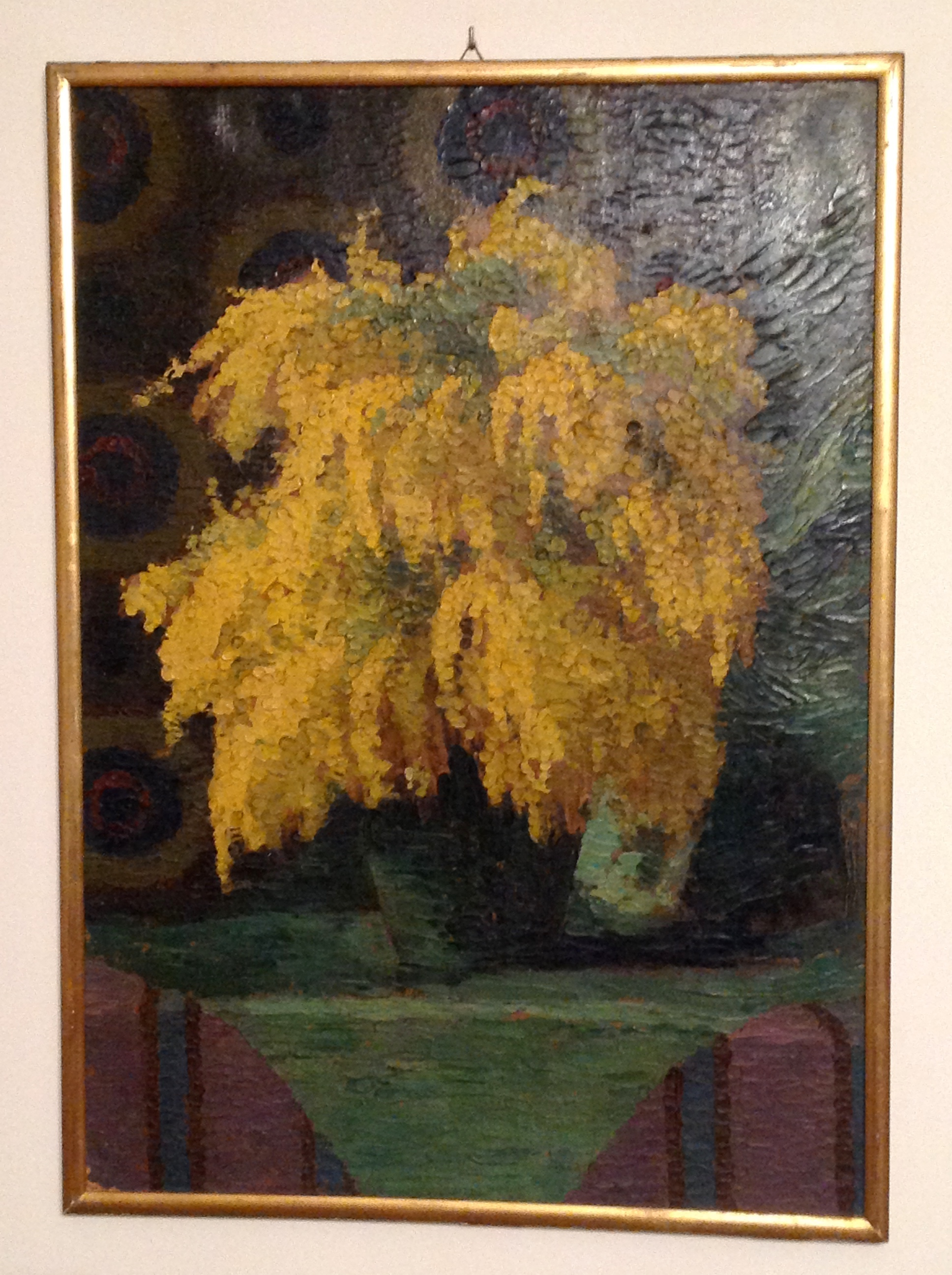
Maria Vinca, Mimose (olio su tela) Collezione privata
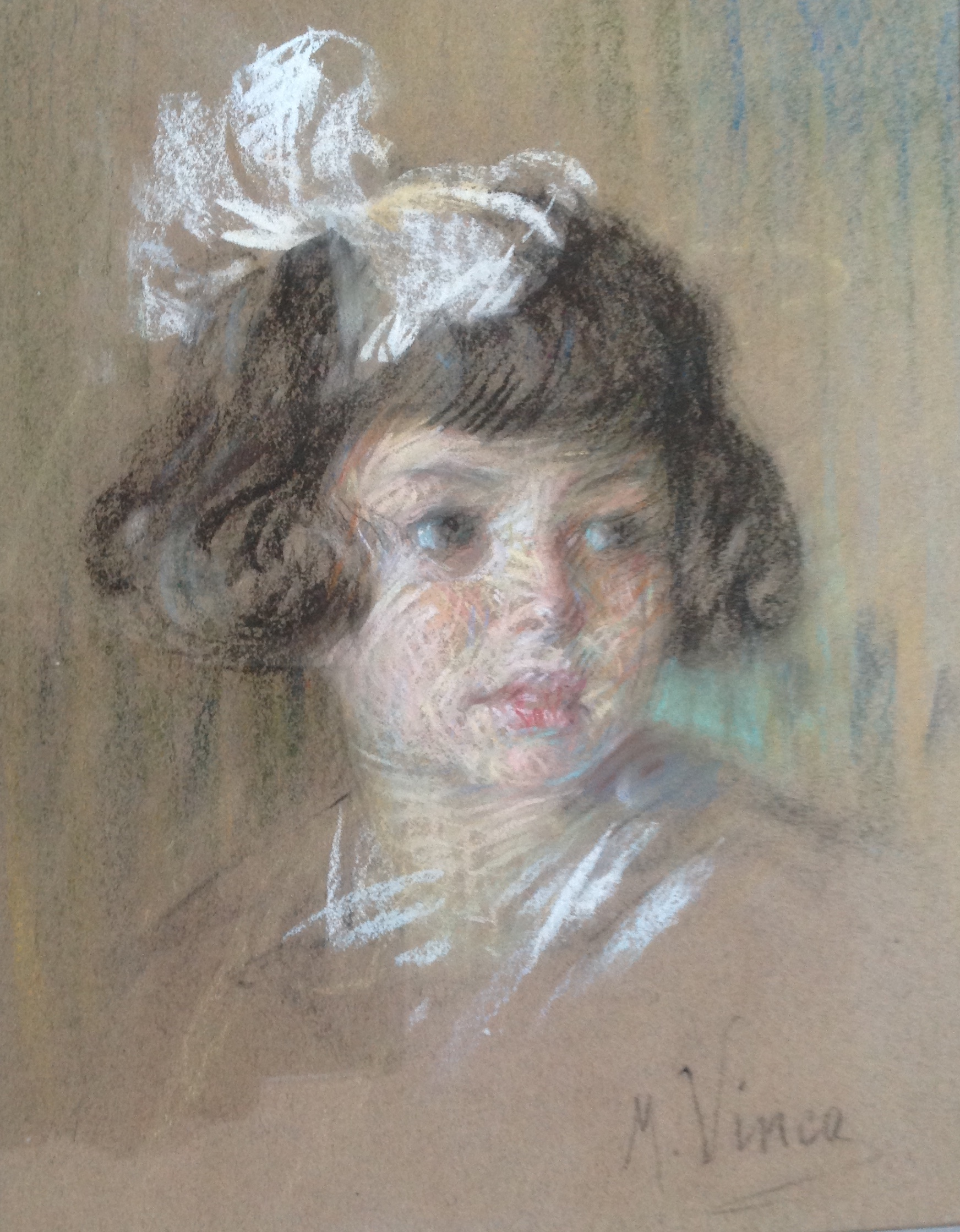
Maria Vinca, Ritratto della nipote Teresa (Resi) (pastello) Collezione privata
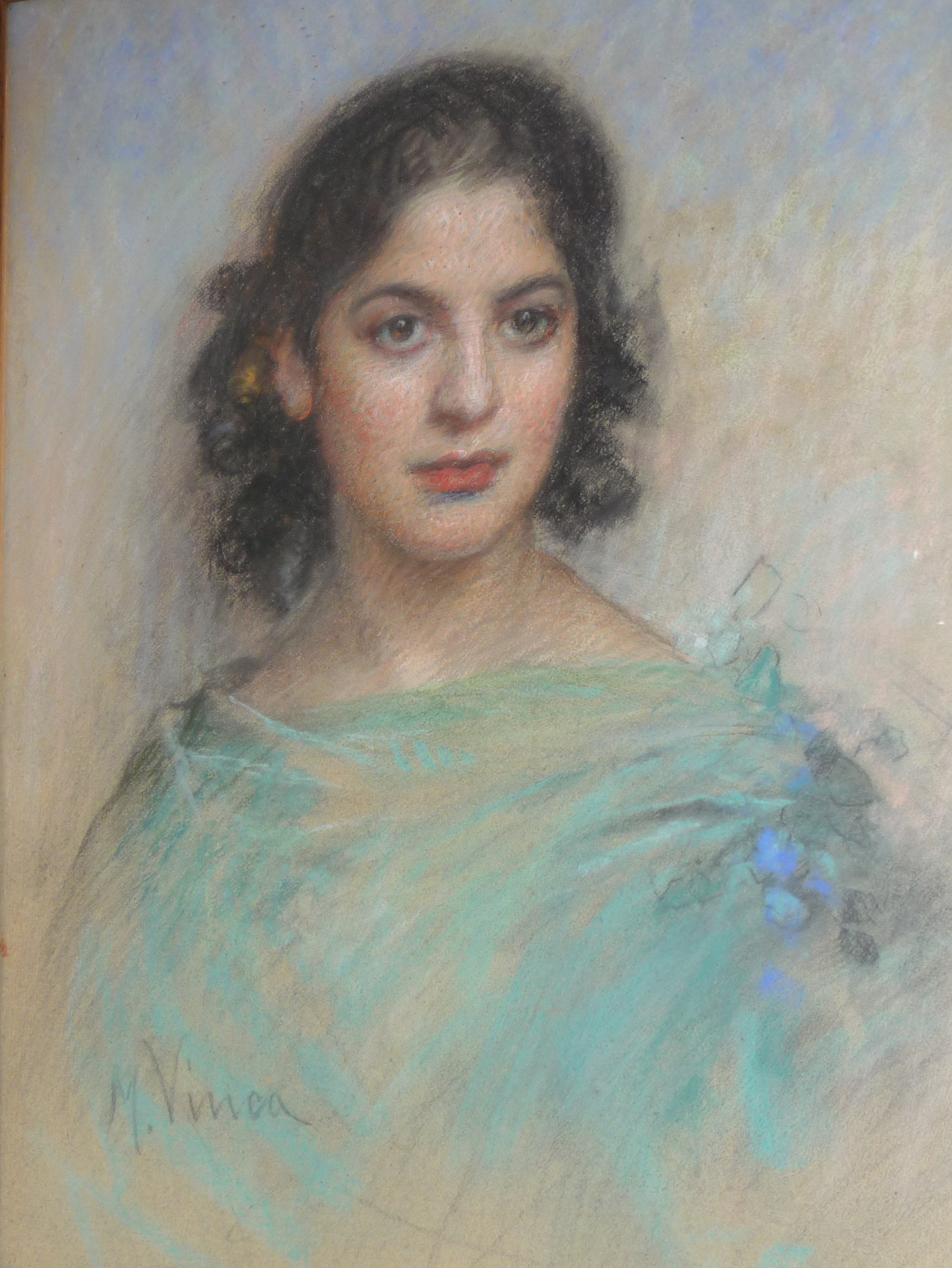
Maria Vinca, Ritratto della nipote Didi (pastello) Collezione privata
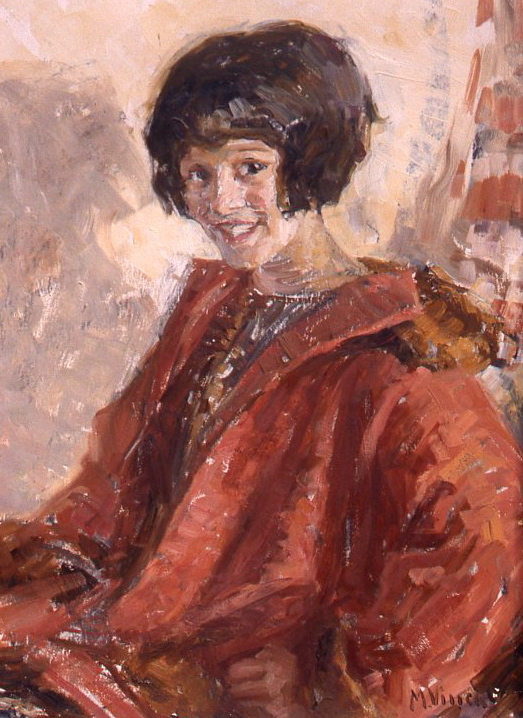
Maria Vinca, Ritratto della nipote Didi (olio su tela) Collezione privata